# Diócesis de Formosa (Argentina)
La diócesis de Formosa (en latín: Dioecesis Formosae) es una circunscripción eclesiástica de la Iglesia católica en Argentina. Se trata de una diócesis latina, sufragánea de la arquidiócesis de Resistencia. Desde el 14 de enero de 1998 su obispo es José Vicente Conejero Gallego.

## Territorio y organización

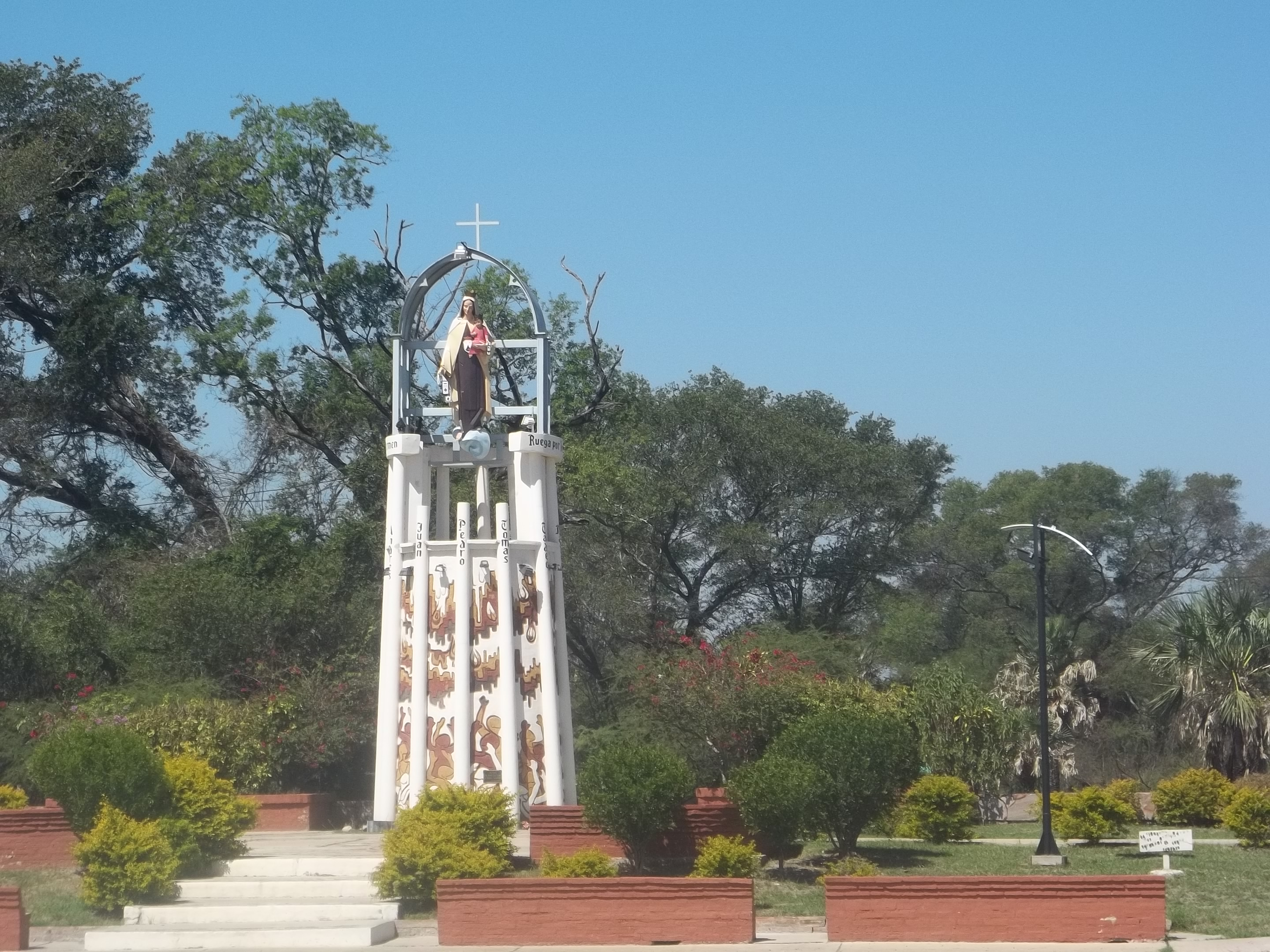
Oratorio de la Virgen del Carmen en el acceso a Villa del Carmen

La diócesis tiene 72 066 km² y extiende su jurisdicción sobre los fieles católicos de rito latino residentes en la provincia de Formosa.

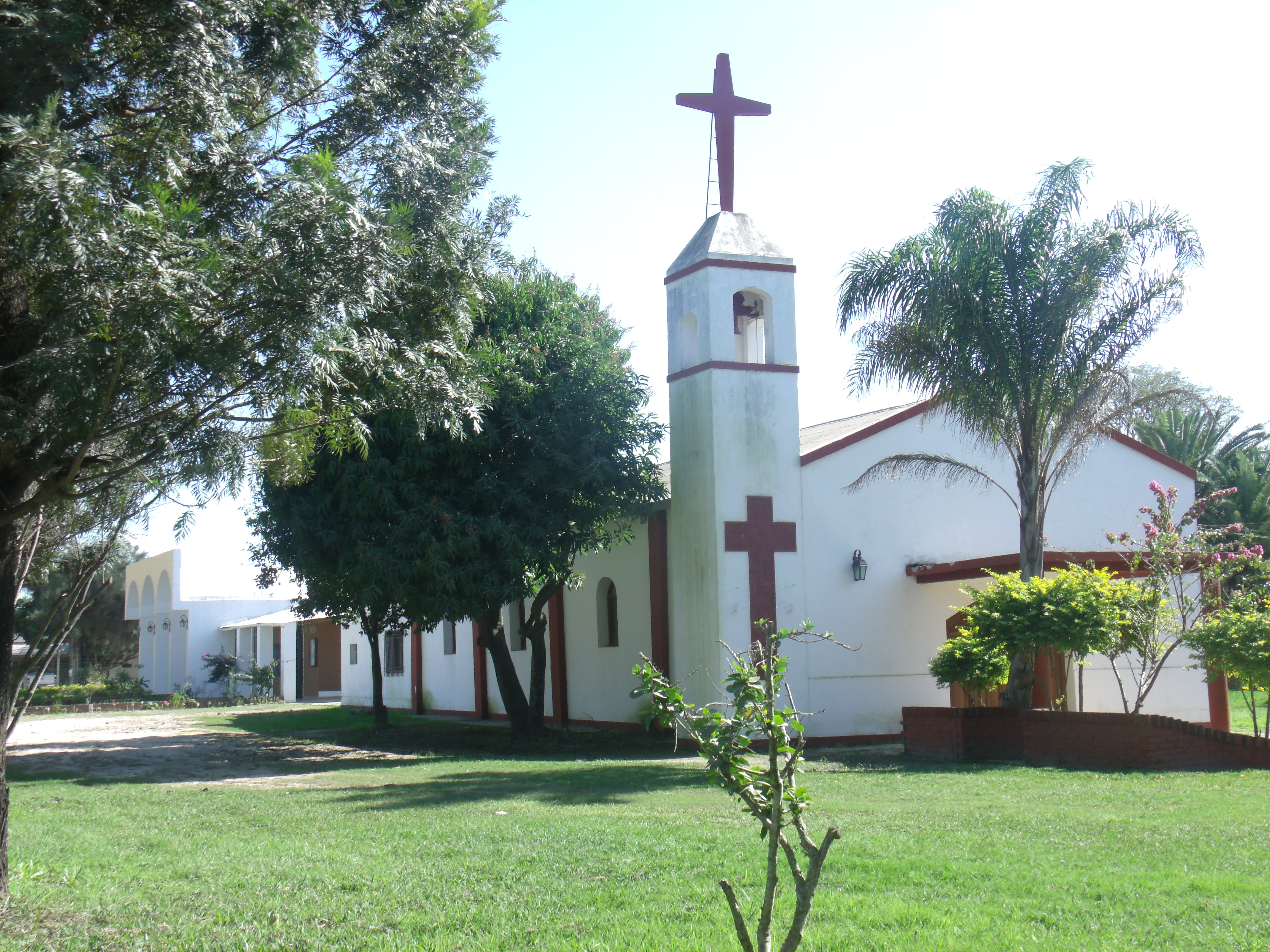
Iglesia de El Colorado

La sede de la diócesis se encuentra en la ciudad de Formosa, en donde se halla la Catedral de Nuestra Señora del Carmen. 
En 2021 en la diócesis existían 30 parroquias.
La diócesis de Formosa presenta características en común con otras diócesis del noreste argentino creadas a fines de la década de 1950 y comienzos de la década de 1960 (diócesis de Reconquista, Posadas, San Roque de Presidencia Roque Sáenz Peña y Goya) con las que comparte desafíos en común como la lucha contra la pobreza mediante el desarrollo de una «pastoral de conjunto».

## Historia
La diócesis fue erigida el 11 de febrero de 1957 con la bula Quandoquidem adoranda del papa Pío XII, obteniendo el territorio de la diócesis de Resistencia (hoy arquidiócesis). El primer obispo fue Raúl Marcelo Scozzina, elegido por Pío XII el 9 de mayo de 1957. Recibió la consagración episcopal el 21 de julio de 1957 y tomó posesión de la sede formoseña el 28 de septiembre de 1957. Renunció por razones de salud el 31 de marzo de 1978. 
El 9 de noviembre de 1962, con la carta apostólica Decor Carmeli, el papa Juan XXIII proclamó a la Santísima Virgen María del Monte Carmelo como patrona principal de la diócesis.
El segundo obispo fue Dante Sandrelli quien siendo obispo auxiliar de esta sede, el 31 de marzo de 1978 el papa Pablo VI lo designó obispo diocesano de Formosa. Renunció por edad el 14 de enero de 1998.
Originalmente sufragánea de la Arquidiócesis de Santa Fe (hoy arquidiócesis de Santa Fe de la Vera Cruz), el 28 de febrero de 1984 pasó a formar parte de la provincia eclesiástica de la arquidiócesis de Resistencia.
El tercer obispo es José Vicente Conejero Gallego, elegido por el papa Juan Pablo II como obispo coadjutor de Formosa el 5 de diciembre de 1996. Recibió la consagración episcopal el 19 de marzo de 1997 y es obispo diocesano de Formosa por sucesión desde el 14 de enero de 1998.

## Estadísticas
Según el Anuario Pontificio 2022 la diócesis tenía a fines de 2021 un total de 484 154 fieles bautizados.
| Año                                                                             | Población            | Población | Población      | Sacerdotes | Sacerdotes    | Sacerdotes    | Bautizados por sacerdote | Diáconos permanentes | Religiosos | Religiosos | Parroquias |
| Año                                                                             | Bautizados católicos | Total     | % de católicos | Total      | Clero secular | Clero regular | Bautizados por sacerdote | Diáconos permanentes | Varones    | Mujeres    | Parroquias |
| ------------------------------------------------------------------------------- | -------------------- | --------- | -------------- | ---------- | ------------- | ------------- | ------------------------ | -------------------- | ---------- | ---------- | ---------- |
| 1966                                                                            | 180 000              | 200 000   | 90.0           | 28         | 3             | 25            | 6428                     |                      | 14         | 57         | 13         |
| 1970                                                                            | 210 000              | 260 000   | 80.8           | 31         | 1             | 30            | 6774                     |                      | 30         | 69         | 15         |
| 1976                                                                            | 248 220              | 275 892   | 90.0           | 40         | 4             | 36            | 6205                     |                      | 36         | 105        | 21         |
| 1980                                                                            | 270 000              | 300 000   | 90.0           | 39         | 5             | 34            | 6923                     |                      | 39         | 101        | 21         |
| 1990                                                                            | 330 000              | 375 000   | 88.0           | 42         | 8             | 34            | 7857                     |                      | 49         | 119        | 24         |
| 1999                                                                            | 382 000              | 450 000   | 84.9           | 44         | 18            | 26            | 8681                     | 12                   | 29         | 124        | 26         |
| 2000                                                                            | 382 000              | 450 000   | 84.9           | 43         | 18            | 25            | 8883                     | 16                   | 29         | 124        | 26         |
| 2001                                                                            | 382 500              | 450 000   | 85.0           | 44         | 20            | 24            | 8693                     | 17                   | 31         | 130        | 26         |
| 2002                                                                            | 425 000              | 504 000   | 84.3           | 49         | 23            | 26            | 8673                     | 16                   | 31         | 104        | 27         |
| 2003                                                                            | 427 000              | 534 000   | 80.0           | 43         | 19            | 24            | 9930                     | 16                   | 28         | 110        | 27         |
| 2004                                                                            | 465 000              | 550 000   | 84.5           | 45         | 21            | 24            | 10 333                   | 16                   | 28         | 102        | 27         |
| 2006                                                                            | 480 000              | 566 000   | 84.8           | 46         | 27            | 19            | 10 434                   | 18                   | 24         | 91         | 27         |
| 2013                                                                            | 458 200              | 538 000   | 85.2           | 41         | 27            | 14            | 11 175                   | 22                   | 20         | 102        | 30         |
| 2016                                                                            | 472 067              | 554 956   | 85.1           | 40         | 26            | 14            | 11 801                   | 24                   | 26         | 67         | 30         |
| 2019                                                                            | 486 900              | 572 400   | 85.1           | 41         | 30            | 11            | 11 875                   | 35                   | 17         | 65         | 30         |
| 2021                                                                            | 484 154              | 605 193   | 80.0           | 46         | 34            | 12            | 10 525                   | 32                   | 13         | 65         | 30         |
| Fuente: Catholic-Hierarchy, que a su vez toma los datos del Anuario Pontificio. |                      |           |                |            |               |               |                          |                      |            |            |            |

## Episcopologio
- Raúl Marcelo Pacífico Scozzina, O.F.M. † (9 de mayo de 1957-31 de marzo de 1978 renunció)
- Dante Carlos Sandrelli † (31 de marzo de 1978-14 de enero de 1998 retirado)
- José Vicente Conejero Gallego, por sucesión desde el 14 de enero de 1998